# تنقيب عن النفط
يستخدم مصطلح التنقيب عن الهيدروكربونات للتعميم وللإشارة إلى التنقيب عن النفط والغاز والذي يقوم به علماء جيولوجيا النفط وعلماء فيزياء الأرض للبحث عن رواسب الهيدروكربون تحت سطح الأرض التي توجد على شكل نفط وغاز طبيعي.

## طرق التنقيب
توفر السمات السطحية المرئية مثل تسربات النفط وتسربات الغاز الطبيعي والبثور (أي الحفر الموجودة تحت المياه والناجمة عن تسرب الغاز) أدلة أساسية على تولد الهيدروكربون (سواء كان سطحيًا أو عميقًا في الأرض). ومع ذلك، فإن أغلب عمليات التنقيب تعتمد على تقنيات معقدة للغاية لاكتشاف وتحديد مدى هذه الرواسب باستخدام فيزياء الأرض للتنقيب. وتخضع المناطق التي يعتقد أنها تحتوي على الهيدروكربون في البداية مسح للثقل النوعي أو مسح مغناطيسي أو النشاط الزلزالي السلبي أو عمليات المسح السيزمية الإقليمية لاكتشاف السمات واسعة النطاق للجيولوجيا تحت سطح الأرض. ويتم إخضاع السمات الهامة (والتي يطلق عليها اسم المؤشرات الإيجابية المحتملة) للمزيد من عمليات البحث السيزمي، والتي تعمل على مبدأ الوقت المستغرق لتحرك موجات الصوت المنعكسة عبر المواد (الصخور) ذات الكثافات المختلفة وباستخدام عملية تحويل الأعماق لتحديد ملامح البنية التحتية. وفي النهاية، عندما يتم تحديد احتمالية وجود الهيدروكربون وتقييمه، وتجاوزه لمعايير اختيار شركة النفط، يتم حفر بئر تنقيب في محاولة لتحديد تواجد أو عدم تواجد النفط والغاز بشكل قاطع.
وتعد عملية التنقيب عن النفط عملية مكلفة ماديًا وعالية الخطورة. ويتم تنفيذ عمليات التنقيب البحرية وفي المناطق البعيدة بصفة عامة فقط من خلال الشركات الضخمة للغاية أو من خلال الحكومات القومية. وغالبًا ما تكلف آبار النفط السطحية النموذجية (على سبيل المثال في بحر الشمال) 10 إلى 30 مليون دولار أمريكي، في حين أن آبار المياه العميقة يمكن أن تكلف ما يزيد عن 100 مليون دولار أمريكي. والمئات من الشركات الأصغر حجمًا تبحث عن رواسب الهيدروكربون البرية في مختلف أرجاء العالم، حيث إن بعض الآبار لا تزيد تكلفتها عن 100 ألف دولار أمريكي.

## عناصر احتمالية تواجد النفط
عملية 

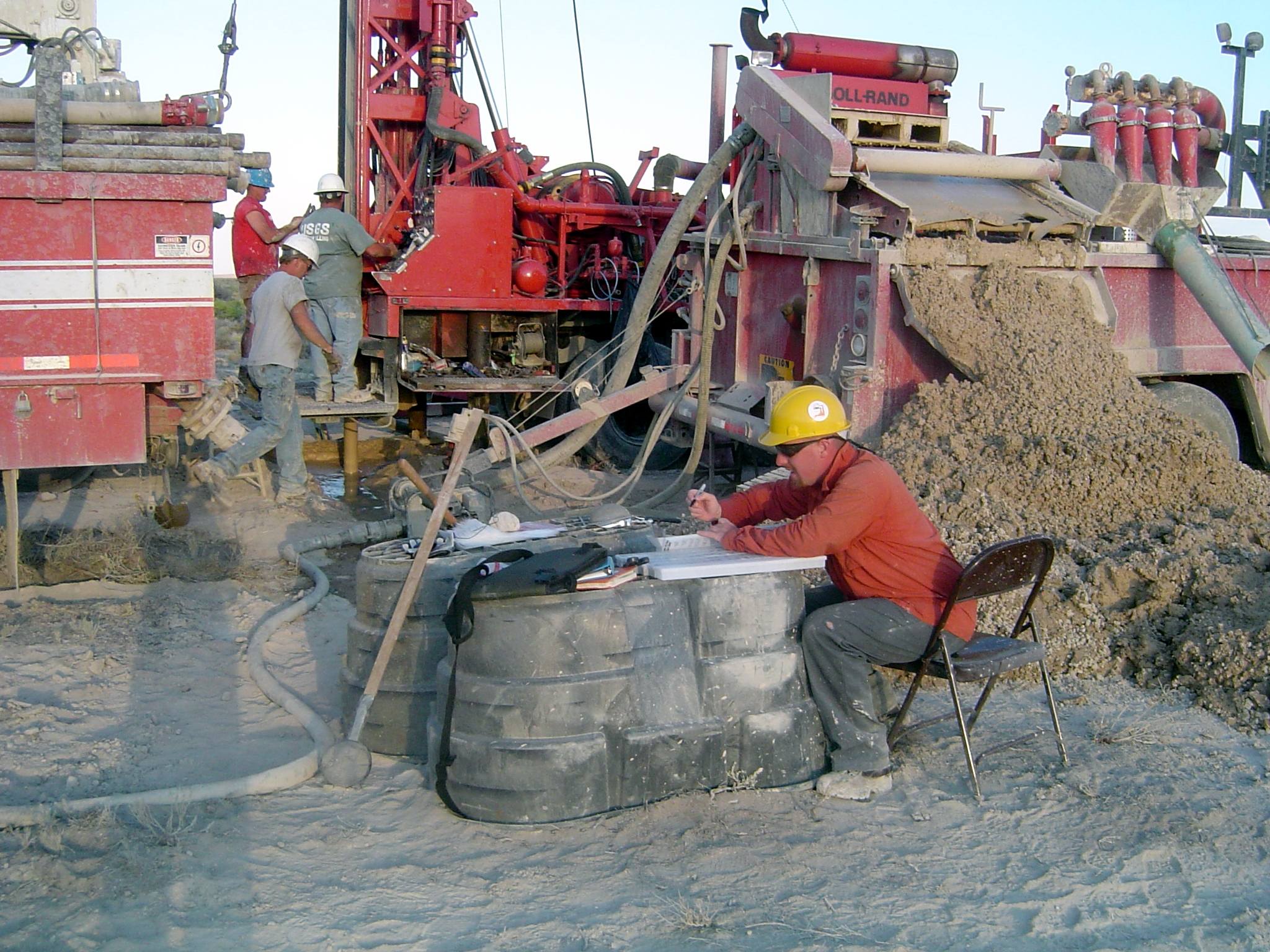
سجل الطين قيد التنفيذ، وهي طريقة شائعة لدراسة أنواع الصخور عند حفر آبار النفط.

تشير احتمالية تواجد الهيدروكربون إلى بئر محتمل يعتقد الجيولوجيون أنها يمكن أن تحتوي على الكربون. ويجب أن يتم إكمال قدر كبير للغاية من عمليات البحث الجيولوجية والهيكلية والزلزالية أولاً من أجل التحقق من احتمالية احتواء موقع الحفر على الهيدروكربون والانتقال من حالة المؤشرات الإيجابية المحتملة إلى احتمالية مؤكدة. ويجب أن تتواجد خمس عوامل جيولوجية للإشارة إلى وجود احتمالية مؤكدة، وإذا لم يتحقق أي من هذه العوامل، فهذا يعني أنه لن يوجد نفط ولا غاز.
- الصخور النفطية - عندما يتم تعريض الصخور الغنية بالمواد العضوية مثل السجيل الزيتي أو الفحم الحجري لدرجات حرارة وضغوط مرتفعة على مدار فترات زمنية طويلة، يتكون الهيدروكربون.
- الترحيل - يتم طرد الهيدروكربونات من الصخور النفطية من خلال ثلاث آليات مرتبطة بالكثافة: حيث تكون الهيدروكربونات المتكونة حديثًا أقل كثافة من المواد التي كانت موجودة من قبل، مما يؤدي إلى زيادة الضغط، كما أن الهيدركربونات هي وسيطة أخف، وبالتالي يمكن أن تتحرك لأعلى بسبب الطفوية، كما أن السوائل تتمدد حيث إن دفنها لفترة أطول يسبب زيادة في الحرارة. وأغلب الهيدروكربونات يتم ترحيلها إلى السطح في شكل تسربات نفطية، إلا أن البعض منه يتم احتجازه.
- الاحتجاز - تتسم الهيدروكربونات بالطفوية ويجب أن يتم احتجازها في حاجز هيكلي (على سبيل المثال طية محدبة، كتلة فالق) حاجز طبقي
- صخور الإغلاق أو التغطية - يجب أن تتم تغطية حاجز الهيدروكربونات بصخور غير منفذة تعرف باسم صخور الإغلاق أو التغطية من أجل منع تسرب الهيدروكربونات إلى السطح
- الخزان - احتواء الهيدروكربونات في صخور تمثل خزانًا. وغالبًا ما تكون هذه الصخور عبارة عن حجر رملي أو حجر جيري مسامي. ويتجمع النفط في الفتحات المسامية في الصخور رغم أن الفتحات الموجودة بين الصخور غير المسامية (مثل كسر الجرانيت) يمكن أن تستخدم لتخزين الهيدروكربونات كذلك. كما يجب أن يكون الخزان مساميًا كذلك حتى تتدفق الهيدروكربونات إلى السطح أثناء الإنتاج.

## مخاطر التنقيب
يعد التنقيب عن الهيدروكربونات استثمارًا عالي المخاطر، ويعد تقييم المخاطر أمرًا بالغ الأهمية لنجاح إدارة محافظ التنقيب. وتعد مخاطر التنقيب مفهومًا صعبًا، وغالبًا ما يتم تعريفه من خلال التحقق من توافر خمس عوامل جيولوجية مؤكدة، كما ذكرنا أعلاه. وتعتمد تلك الثقة على البيانات و / أو النماذج، وغالبًا ما يتم ربطها بخرائط قطاع المخاطر العامة (خرائط CRS). وغالبًا ما تأخذ الثقة العالية فيما يتعلق بتواجد العوامل الجيولوجية المؤكدة اللون الأخضر، في حين أن الثقة المنخفضة تأخذ اللون الأحمر. وبالتالي، فإن هذه الخرائط يطلق عليها كذلك اسم خرائط أضواء إشارات المرور، في حين أن الإجراء الكامل يشار إليه باسم تحليل الممر المائي للطبقات. والغرض من مثل هذا الإجراء هو إجبار الجيولوجي على تقييم كل العوامل الجيولوحية المختلفة بشكل موضوعي. وبالإضافة إلى ذلك، فإنه يؤدي إلى الحصول على خرائط بسيطة يمكن أن يفهمها غير الجيولوجيين والمديرين من أجل اتخاذ القرارات المتعلقة بالتنقيب اعتمادًا عليها.

## وصلات خارجية
- Hydrocarbon Exploration News
- Oil & Gas Exploration News
- Interactive Oil Well Map نسخة محفوظة 2 يناير 2011 على موقع واي باك مشين. Mississippi Oil Journal
- Overview of oil and gas exploration
- Oilfield Glossary
- Exploration Geology Forums